# Arroyo (Ejido)
Arroyo es una localidad del municipio de Nacajuca ubicado en la subregión centro del estado mexicano de Tabasco.

## Geografía
La localidad de Arroyo se sitúa en las coordenadas geográficas 18°05′17″N 92°56′58″O / 18.088056, -92.949444, a una elevación de 8 metros sobre el nivel del mar.

## Demografía
Según el Conteo de Población y Vivienda 2020, efectuado por el Instituto Nacional de Estadística y Geografía, la localidad de Arroyo tiene 1,148 habitantes, de los cuales 578 son del sexo masculino y 570 del sexo femenino. Su tasa de fecundidad es de 2.03 hijos por mujer y tiene 327 viviendas particulares habitadas.
| Gráfica de evolución demográfica de Arroyo entre 1950 y 2020 |
|                                                              |
| INEGI.                                                       |